# Податковий агент
Податковий агент — юридична особа (її філія, відділення, інший відокремлений підрозділ) або фізична особа чи представництво нерезидента — юридичної особи, які незалежно від їх організаційно-правового статусу та способу оподаткування іншими податками зобов'язані нараховувати, утримувати та сплачувати податок з доходів фізичних осіб до бюджету від імені та за рахунок платника податку, вести податковий облік та подавати податкову звітність податковим органам, а також нести відповідальність за порушення норм Податкового кодексу.
Податкове законодавство України передбачає сплату податку не тільки самостійно платником податків, але й шляхом утримання податку з джерела виплати, яким виступає особа, що нараховує (виплачує, надає) платникові податків дохід або кошти.
Податковим агентом визнається особа, на яку Податковим кодексом покладається обов'язок з обчислення, утримання з доходів, що нараховуються (виплачуються, надаються) платнику, та перерахування податків до відповідного бюджету від імені та за рахунок коштів платника податків. 
Податкові агенти прирівнюються до платників податку і мають права та виконують обов'язки, встановлені Податковим кодексом для платників податків.
Найчастіше податковими агентами є національні підприємства, які мають договірні відносини з іноземними та здійснюють діяльність у країні податкового агента, роботодавці чи особи, що виплачують дохід на користь платника.

## Обов'язки
До обов'язків податкових агентів належать: 
- 1) правильного й своєчасного обчислення й утримання сум податків та зборів з коштів платників податків;
- 2) своєчасного перерахування цих коштів у відповідні бюджети.

Ці обов'язки деталізуються додатковими обов'язками податкових агентів щодо: 
- 1) здійснення обліку доходів платників податків, утриманих і перерахованих у бюджети;
- 2) надання в податковий орган документів і інформації, необхідних для здійснення контролю за платником податків;
- 3) надання в податковий орган інформації про неможливість утримання податку в платника податків і сумах заборгованості останнього.

Використання інституту податкових агентів можливо за декількома видами податків, але не виключно: 
- 1) при сплаті податку з доходів фізичних осіб податковими агентами виступають підприємства, установи, організації, приватні підприємці, які здійснюють виплату доходів фізичним особам;
- 2) при сплаті податку на прибуток підприємств іноземними юридичними особами, де податкові агенти виступають українські підприємства й організації, які здійснюють виплату доходів іноземним юридичним особам;
- 3) відносно новим є статус податкового агента при сплаті акцизного податку.

Комплексне виконання податкових обов'язків може здійснюватися в трьох формах: 
- 1) особистій;
- 2) представницькій;
- 3) змішаній (поєднання двох перших форм).

Змішаній спосіб реалізації прав і обов'язків має місце в тих випадках, коли переплітаються дії платника (а може й податкових агентів) і дії податкових органів. Наприклад, при реалізації податкового зобов'язання по податку на дохід фізичних осіб можна виділити кілька етапів. На першому - податок сплачується платником самостійно (або через агента) щомісяця й заповнюється декларація наприкінці року. На другому - податкова інспекція перевіряє податкову декларацію й деталізує суму податку до оплати. На третьому етапі платник реалізує деталізований обов'язок (доплачує суму податку або вирішує, як розпорядитися надлишком сплаченого податку: використати в рахунок майбутніх платежів або вимагати повернення).
Необхідно окремо звернути увагу, що 3 серпня 2014 року внесено зміни до Податкового кодексу України, а саме  Законом № 1621 «Про внесення змін до Податкового кодексу України та деяких інших законодавчих актів» було запроваджено військовий збір, дію якого продовжено на невизначений термін. Податковим  агентам необхідно вирішити низку проблемних питань, щодо нарахування «нового податку» у зв’язку з неузгодженістю питань пов'язаних із неналагодженим механізмом сплати цього податку. Податкові агенти (юридичні та самозайняті особи) утримують та сплачують військовий збір за рахунок доходу фізичної особи. Тому до податкових витрат підприємства цей податок не включають.
Враховуючи подвійну правову природу податкових агентів, вони також зобов'язані відслідковувати зміну правового статусу осіб, юридичним платником податків яких вони є, однак на практиці це буває складно, а іноді й неможливо. Зокрема, як вже зазначалось вище, податки з заробітної плати сплачуються за спеціальним правилом та враховуючи, що дохід у вигляді заробітної плати включається до загального місячного оподатковуваного доходу платника податку (пп. 164.2.1 п. 164.2 ст. 164 ПКУ), то податковому агенту потрібно завчасно передбачити кількість днів фактичного перебування своїх іноземних працівників на території певної податкової юрисдикції протягом податкового року, що звичайно породжує проблеми як для платників податків, так й для податкових агентів.

### Обов'язки податкових агентів з податку на доходи фізичних осіб
Згідно з пп. 14.1.180 ст. 14 Кодексу податковий агент щодо податку на доходи     фізичних осіб — юридична особа (її філія, відділення, інший відокремлений підрозділ),     самозайнята особа, представництво нерезидента — юридичної особи, які незалежно     від організаційно-правового статусу та способу оподаткування іншими податками     та/або форми нарахування (виплати, надання) доходу (у грошовій або негрошовій     формі) зобов’язані нараховувати, утримувати та сплачувати податок, передбачений     розділом IV Кодексу, до бюджету від імені та за рахунок фізичної особи з доходів,     що виплачуються такій особі, вести податковий облік, подавати податкову звітність     податковим органам та нести відповідальність за порушення його норм у порядку,     передбаченому статтею 18 та розділом IV цього Кодексу.
Відповідно до пп. 168.1.1 п. 168.1 ст. 168 розділу IV Податкового кодексу України від 2 грудня 2010 року № 2755-VI , податковий агент, який нараховує (виплачує, надає) оподатковуваний дохід на користь платника податку, зобов’язаний утримувати податок із суми такого доходу за його рахунок, використовуючи ставку податку, визначену в ст. 167 Кодексу.
Згідно із пп. 168.1.2 п. 168.1 ст. 168 Кодексу податок сплачується (перераховується) до бюджету під час виплати оподатковуваного доходу єдиним платіжним документом. Банки приймають платіжні документи на виплату доходу лише за умови одночасного подання розрахункового документа на перерахування податку до бюджету.
Відповідно до пп. 168.1.4 п. 168.1 ст. 168 Кодексу якщо оподатковуваний дохід надається у негрошовій формі чи виплачується готівкою з каси податкового агента, податок сплачується (перераховується) до бюджету протягом банківського дня, що настає за днем такого нарахування (виплати, надання).
Враховуючи вищевикладене, податок на доходи фізичних осіб сплачуються податковими агентами під час виплати оподатковуваного доходу платнику податку або у разі виплати доходу готівкою з каси чи у негрошовій формі, протягом банківського дня, що настає за днем такого нарахування (виплати, надання).
Відповідно до пп. 168.1.5 п. 168.1 ст. 168 розділу IV Податкового кодексу України від 2 грудня 2010 року № 2755-VI із змінами та доповненнями, якщо оподатковуваний дохід нараховується податковим агентом, але не виплачується (не надається) платнику податку, то податок, який підлягає утриманню з такого нарахованого доходу, підлягає перерахуванню до бюджету податковим агентом у строки, встановлені Кодексудля місячного податкового періоду, тобто не пізніше 30 календарних днів, наступних за місяцем нарахування доходу.
Умови повернення помилково та/або надміру сплачених грошових зобов’язань передбачені ст. 43 Податкового кодексу України від 2 грудня 2010 року № 2755-VI із змінами та Відповідно до п. 43.3 ст. 43 Кодексу обов’язковою умовою для здійснення повернення сум грошового зобов’язання є подання платником податків заяви про таке повернення (крім повернення надміру утриманих (сплачених) сум податку на доходи фізичних осіб, які розраховуються контролюючим органом на підставі поданої платником податків податкової декларації за звітний календарний рік шляхом проведення перерахунку за загальним річним оподатковуваним доходом платника податку) протягом 1095 днів від дня виникнення помилково та/або надміру сплаченої суми.
Згідно із п. 43.4 ст. 43 Кодексу платник податків подає заяву на повернення помилково та/або надміру сплачених грошових зобов’язань у довільній формі, в якій зазначає напрям перерахування коштів: на поточний рахунок платника податків в установі банку; на погашення грошового зобов’язання (податкового боргу) з інших платежів, контроль за справлянням яких покладено на контролюючі органи, незалежно від виду бюджету; повернення готівковими коштами за чеком у разі відсутності у платника податків рахунку в банку.
Відповідно до п. 43.5 ст. 43 Кодексу контролюючий орган не пізніше ніж за п’ять робочих днів до закінчення двадцятиденного строку з дня подання платником податків заяви готує висновок про повернення відповідних сум коштів з відповідного бюджету та подає його для виконання відповідному органові, що здійснює казначейське обслуговування бюджетних коштів.
На підставі отриманого висновку орган, що здійснює казначейське обслуговування бюджетних коштів, протягом п’яти робочих днів здійснює повернення помилково та/або надміру сплачених грошових зобов’язань платникам податків у порядку, встановленому центральним органом виконавчої влади, що забезпечує формування державної фінансової політики.
Відповідно до пп. 14.1.115 п. 14.1 ст. 14 Кодексу надміру сплачені грошові зобов’язання – є суми коштів, які на певну дату зараховані до відповідного бюджету понад нараховані суми грошових зобов’язань, граничний строк сплати яких настав на таку дату.
Враховуючи вищевикладене, податковий агент має право повернути або врахувати в рахунок сплати наступних платежів тільки ту суму надміру сплаченого податку на доходи фізичних осіб, який був перерахований до бюджету понад суму грошових зобов’язань, граничний строк сплати якої настав на таку дату.

#### Визначення податкового агента щодо податку на доходи фізичних осіб у взаємовідносинах між підприємцями
На податкових агентів покладено обов’язок щокварталу подавати податковий розрахунок сум доходу, нарахованого (сплаченого) на користь платників податку, і сум утриманого з них податку до контролюючого органу за місцем свого розташування (п. 176.2 ПКУ).
Отже, у разі нарахування (виплати) доходів податковий агент повинен відобразити в податковому розрахунку за формою N 1ДФ такі виплачені доходи на користь всіх платників податків, в тому числі виплачені на користь фізичних осіб - підприємців та осіб, що проводять незалежну професійну діяльність.
Питання оподаткування доходів, отриманих фізичною особою – підприємцем, яка перебуває на загальній системі оподаткування, регулюється ст. 177 ПКУ, а фізичною особою – підприємцем, яка є самозайнятою особою, – ст. 178 ПКУ.
Під час нарахування (виплати) вищезазначеним фізичним особам доходу безпосередньо пов’язаного з їх підприємницькою та/або незалежною професійною діяльністю, суб'єкт господарювання та/або самозайнята особа, які нараховують (виплачують) такий дохід, не утримують податок на доходи у джерела виплати, якщо фізичною особою, яка отримує такий дохід, надано копію документа, що підтверджує її державну реєстрацію відповідно до закону як суб'єкта підприємницької діяльності та/або як фізичної особи, яка провадить незалежну професійну діяльність. Податковий агент заповнює та подає до контролюючого органу податковий розрахунок сум доходу за формою N 1ДФ, де зазначає суму нарахованого і виплаченого доходу на користь інших підприємців, проте ПДФО при цьому не утримується і не сплачується.
При нарахуванні (виплаті) підприємцем доходу фізичній особі - підприємцю (фізичній особі – підприємцю, яка провадить незалежну професійну діяльність) за виконання певної роботи та/або надання послуги згідно з цивільно-правовим договором, коли відносини за таким договором фактично є трудовими, а сторони договору прирівнюються до працівника чи роботодавця, − ПДФО таким податковим агентом утримується (п. 177.8, п. 178.5 ПКУ)

#### Механізм сплатиподатку на доходи фізичних осіб(далі— ПДФО)
Податковим агентом платника ПДФО — орендодавця відповідно до його доходу від надання в оренду земельної ділянки сільсько-господарського призначення, земельної частки (паю), майнового паю є орендар(п. 170.1.1 ПКУ). Об'єкт оподаткування визначається виходячи з розміру орендної плати, зазначеної в договорі оренди, але не менше ніж мінімальна сума орендногоплатежу, встановлена законодавством з питань оренди землі (п. 170.1.1 ПКУ). Податковим агентом платника ПДФО — орендодавця під час нарахування до-ходу від надання в оренду об'єктів нерухомості інших, ніж зазначені в п. 170.1.1ПКУ (включаючи земельну ділянку, що знаходиться під такою нерухомістю, чиприсадибну ділянку), є орендар (п. 170.1.2 ПКУ). Об'єкт оподаткування ПДФО при отриманні доходу від надання в орендуоб'єктів за виключенням земельної ділянки сільськогосподарського призначен-ня, земельної частки (паю), майнового паю визначається виходячи з розміруорендної плати, що зазначена в договорі оренди, але не менше, ніж мінімальнасума орендного платежу за повний чи неповний місяць оренди (п. 170.1.2 ПКУ).Доходи від надання нерухомості в оренду (суборенду) та житловий найм(піднайм) оподатковуються ПДФО податковим агентом під час їх виплати та заїх рахунок (п. 170.1.4 ПКУ). Якщо орендар є фізичною особою, яка не є суб'єктом господарювання, особою, відповідальною за нарахування та сплату (перерахування) ПДФО до бюджету, є платник податку — орендодавець (п. 170.1.5 ПКУ).